# Dicranostyles longifolia
Dicranostyles longifolia är en vindeväxtart som beskrevs av Adolpho Ducke. Dicranostyles longifolia ingår i släktet Dicranostyles och familjen vindeväxter. Inga underarter finns listade i Catalogue of Life.